# Jessica Todd Harper
Jessica Todd Harper, née en 1975, est une photographe américaine originaire de Pennsylvanie.

## Biographie
Enfant, Jessica Todd Harper et sa sœur accompagnées de leur mère, parcourent les musées à proximité de la ville d'Albany dans l'État de New York où elles résident. La jeune fille reproduit les toiles de maîtres qu'elle observe à l'aide de simples crayons, de charbon de bois, puis de pastels à un âge plus expérimenté. Elle admire alors particulièrement les travaux de Johannes Vermeer, Mary Cassatt, James Abbott McNeill Whistler et John Singer Sargent. Ce n'est qu'à l'adolescence que Jessica Todd Harper apprivoise la photographie.
Dès 1996, elle débute la photographie en suivant des cours à l'École nationale supérieure des arts décoratifs (ENSAD) de Paris, avant de devenir assistante puis manager du Larry Fink Studio à Martins Creek en Pennsylvanie.
En 1997, elle est diplômée d'un Bachelor en Histoire de l'art au Bryn Mawr College, université d'arts libéraux réservée aux femmes. Elle obtient en 2001 un Master of Fine Arts en photographie du Rochester Institute of Technology puis intègre le Centre international de la photographie à New York en 2007.
Jessica Todd Harper dispose de plusieurs années d'expérience en tant qu'enseignante de 2004 à 2012 au sein du Swarthmore College en Pennsylvanie, du Haverford College et du Centre international de la photographie de New York.

## Carrière professionnelle

### Interior Exposure (2008)
En 2008, la photographe publie Interior Exposure, une monographie composée de portraits de famille. Un projet d'étude débuté en 2000, alors que Jessica Todd Harper apprend que sa grand-mère est atteinte de la maladie d’Alzheimer. En 2002, elle est lauréate d'une bourse de recherche du Houston Center for Photography. L'artiste entame alors une réflexion sur le fonctionnement de la mémoire et le sens de la sphère privée. Elle compose une série de 50 photographies avec pour vocation de figer les visages féminins constituant sa famille et se mettant elle-même en scène.   
Ancrées dans le XVIe et le XVIIe siècle, ses images sont inspirées des portraitistes de la Renaissance en Europe du Nord et des natures mortes des peintres néerlandais. Elle s'intéresse également à la photographie contemporaine d’Andrew Wyeth, Arnold Newman et Sally Mann.   
L'ouvrage présente une préface de Larry Fink ainsi qu'un entretien de la photographe réalisée en 2007 par Sarah Anne McNear.   
Présentée pour la première fois en Europe, l'œuvre photographique Interior Exposure de Jessica Todd Harper a été exposée en 2012 à la galerie Confluence de Nantes.

### The Home Stage (2014)
Le second projet de la photographe, The Home Stage, évoque à la fois le « stade parental » et la « scène » sur laquelle chacun vient jouer son rôle social. L’artiste y met en scène sa propre famille dans des lieux chers à son enfance passée dans la Nouvelle-Angleterre. Sa volonté est alors de témoigner de la maternité et de la réorganisation d’un quotidien gouverné par ses enfants.
En 2014, le beau-livre The Home Stage édité chez les éditions Damiani et coécrit par Alain de Botton et John Armstrong revient sur ce travail.

### Contributions
Les photographies de l’artiste sont publiées ponctuellement dans différents titres de presse tels le New York Magazine, O, Real Simple, Die Zeit Literatur, Newsweek et The Oprah Magazine. En 2010, elle est lauréate de la compétition organisée par la Society of Publication Designers visant à encourager l’excellence dans le design éditorial.
En 2016, la photographe a participé au projet Telling Tales : Contemporary Narrative Photography au Musée d'art McNay à San Antonio aux côtés de Gregory Crewdson, Tina Barney, Jeff Wall ou Nana Goldin. L'exposition réunit 17 photographes et donne un aperçu des travaux d'artistes qui enregistrent des histoires à travers des images réelles ou imaginaires.
Le travail de Jessica Todd Harper a été présenté à la National Portrait Gallery de Londres dans le cadre de la compétition Taylor Wessing Portrait Prize 2016. La même année, une sélection des photographies de l'artiste est éditée par Thames & Hudson dans l'anthologie Family Photography Now, composée par Sophie Howarth et Stephen McLaren.

## Expositions
Parmi les expositions les plus récentes :
- 2015 : The Home Stage, The Print Center, Philadelphie
- 2015 : The Home Stage, Galerie Confluence, Nantes,
- 2014 : Blue Sky : The Oregon Center for the Photographic Arts at 40, The Portland Art Museum, Portland
- 2014 : The Female Gaze : A Survey of Photographs by Women from the 19th to the 21st Centuries, Haverford College, Philadelphie
- 2014 : The Home Stage, Rick Wester Fine Art, New York
- 2013 : The Gender Show, International Museum of Photography & Film, The George Eastman House, Rochester
- 2012 : Interior Exposure, Galerie Confluence, Nantes
- 2012 : More Photos About Buildings and Food, Gallery 339, Philadelphie
- 2012 : 3 rd Annual Photography Exhibition, Philadelphia Photographic Arts Center, Philadelphie
- 2011 : The Art of Caring, New Orleans Museum of Art, La Nouvelle-Orléans
- 2011 : 100 Portraits, Australian Centre for Photography Installation, Sydney

## Récompenses
- 2000 : 1er prix, bourse d'excellence du Rochester Institute of Technology
- 2002 : Lauréate d'une bourse de recherche du Houston Center for Photography
- 2005 : Lauréate du Santa Fe Prize dans la catégorie Junior
- 2007 : Lauréate du prix AP (American Photography)
- 2008 : Lauréate du New York Photo Festival Award dans la catégorie Best Fine Art Photograph
- 2008 : 1er prix, Lucie Awards pour Interior Exposure
- 2009 : Prix Photo District News (PDN) du meilleur ouvrage photographique pour Interior Exposure
- 2010 : Lauréate de la Society of Publication Designers (SDP), 45th Annual Print Awards
- 2015 : 2e place, Prix de la photographie (Px3) de Paris